# Georg Vest
Georg Erland Larsen Vest (Brarup, 1896. július 18. – Nykøbing Falster, 1977. december 6.) olimpiai ezüstérmes dán tornász.
Az 1920. évi nyári olimpiai játékokon indult tornában és a svéd rendszerű csapat összetettben ezüstérmes lett.
Klubcsapata a DDS&G's Hold volt.